# لوكاس غالان
لوكاس غالان (بالإسبانية: Lucas Galán)‏ هو لاعب كرة قدم أرجنتيني، ولد في 22 يونيو 1988 في Guaymallén Department ‏ في الأرجنتين. لعب مع أتليتكو بلاتينسي ‏.